# Leishmania donovani
Leishmania donovani je vrsta intracelularne parazitske protozoe iz roda Leishmania, grupe hemoflagelarnih kinetoplastida koja uzrokuje bolest lišmanijaza. To je parazit ljudske krvi koji je odgovoran za visceralnu lišmanijazu ili kala-azar, najozbiljniju formu lišmanijaze. Ovaj parazit inficira mononuklearni fagocitni sistem uključujući slezinu, jetru i koštanu srž. Infekcija se prenosi vrstama peščanih mušica iz roda Phlebotomus u Starom svetu i Lutzomyia u Novom svetu. Stoga je parazit prevalentan širom tropskih i umerenih regiona uključujući Afriku (uglavnom u Sudanu), Kinu, Indiju, Nepal, južnu Evropu, Rusiju i Južnu Ameriku. Leishmania donovani je odgovorna za hiljade smrtnih slučajeva svake godine i zastupljena je u 88 zemalja, sa oko 350 miliona ljudi u konstantnom riziku od infekcije i 0,5 miliona novih sličajeva godišnje.

## Spoljašnje veze
- NCBI taxonomy
- Taxonomy at UniProt
- Genome information in EBI
- Information at Centers for Disease Control and Prevention
- Brief account
- Transmission of visceral leishmaniasis
- Visceral leishmaniasis at Stanford Архивирано на веб-сајту  (13. јун 2012)
- details Encyclopedia of Life
- Taxonomy at BioLib